# Ap bank radio! THE LAST WAVE
『ap bank radio! THE LAST WAVE』（エー・ピー・バンク・レディオ・ザ・ラスト・ウェーブ）は、TOKYO FMをキー局にJFN加盟局38局フルネットで放送されたラジオ番組で、ap bankに関する事業を紹介する番組でもある。放送時間は2009年3月までは土曜日22:00 - 22:55 (JST)、同年4月より日曜日23:30 - 23:55 (JST)
なお、実質的な後継番組となる次番組『ap bank radio! NEO RESONANCE』（エー・ピー・バンク・レディオ・ネオ・レゾナンス）についても述べる。

## パーソナリティ
「THE LAST WAVE」時代
- GAKU-MC
- 東野翠れん

「NEO RESONANCE」時代
- 小林武史
- エリイ（Chim↑Pom）

## ゲスト

### THE LAST WAVE

#### 4月
- 5日：小林武史
- 12日：小林武史
- 19日：セヴァン・スズキ
- 26日：桜井和寿（Mr.Children、Bank Band）

#### 5月
- 3日：桜井和寿（Mr.Children、Bank Band）
- 10日：マエキタ・ミヤコ（エココロ）
- 17日：マエキタ・ミヤコ（エココロ）
- 24日：玉置純子 (kurkku)
- 31日：江良慶介 (kurkku)

#### 6月
- 7日：鈴木菜央 (greenz.jp)
- 14日：AI
- 21日：BONNIE PINK
- 28日：藤田和芳（大地を守る会）

#### 7月
- 5日：平原綾香、谷崎テトラ（番組構成作家）
- 12日：大橋卓弥（スキマスイッチ）
- 19日：スキマスイッチ、ゆず、小林武史、BONNIE PINK、一青窈 （ap bank fes'07会場からの放送。打ち上げの場から駆けつけての出演となった）
- 26日：湯川潮音

#### 8月
- 2日：瑳山ゆり
- 9日：小島大介
- 16日：田中優（未来バンク事業組合）
- 23日：田中優（未来バンク事業組合）

### NEO RESONANCE
- BRADBERRY ORCHESTRA（小林武史・大沢伸一）
- 田中優（未来バンク事業組合）

## ラジオドラマ「せかいがおわるよるのストーリー」
番組後半に放送。ポッドキャストでも聴くことができる。

## 環境問題に関するクイズ「地球の危機」
番組エンディングに放送。出題ナレーターは不明だが男性。